# Der Flug in den Tod
Der Flug in den Tod é um filme mudo alemão de 1921, do gênero drama, dirigido por Bruno Ziener e estrelado por Ernst Winar, Gertrude Welcker e Josefine Dora. O filme estreou em Berlim, em 22 de julho de 1921.

## Elenco
- Gertrude Welcker
- Ernst Winar
- Josefine Dora
- Ernst Dernburg
- Hans Felix
- Mabel May-Yong